# Касаба
Касаба («сажень» Хакими, баб, наб) — мера длины в мусульманских странах. Возникновение её возводится к фатимидскому халифу Аль-Хаким би-Амриллаху (996—1021 н. э.). Существуют следующие определения величины касабы:
- Касаба до 1830 года = 0,1 ашла = 6 локтей Хашими = 5 «плотничьих» локтей = 8 «ручных» локтей = 3,99 м.
- Касаба после 1830 года = 3,55 м.
- Египетская касаба = 1/6 «плотничьего» локтя = 12,5 см.

## Квадратная касаба
Касаба также использовалась для измерения площади. Различают:
- Ашир (квадратная касаба до 1830 года) = 3,99² = 15,9201 м². До начала XIX века = 0,0025 фаддана (1 фаддан = 400 кв. касаб), а после начала XIX века и до 1830 года = 0,003 фаддана (1 фаддан = 333 1/3 кв. касаб).
- Квадратаная касаба после 1830 года = 3,55² = 12,6025 м².